# Ню Йорк Уърлд-Телеграм
„Ню Йорк Уърлд-Телеграм“ (на английски: New York World-Telegram) е американски вестник, издаван в Ню Йорк през 1931 – 1966 година.
Създаден е със сливането на вестниците „Ивнинг Телеграм“ и „Ню Йорк Уърлд“ и през следващите десетилетия е сред основните нюйоркски всекидневници. От средата на 30-те години заема десни политически позиции. През 1950 година поглъща „Сън“. През 1966 година се обединява с „Джърнъл Американ“ в просъществувалия кратко „Ню Йорк Уърлд Джърнал Трибюн“.